# Vladimir Anatol'evič Barjatinskij
Vladimir Anatol'evič Barjatinskij, in russo Владимир Анатольевич Барятинский? (19 settembre 1843 – Pietrogrado, 30 novembre 1914), è stato un generale russo.

## Biografia
Era il figlio primogenito del principe Anatolij Ivanovič Barjatinskij (1821-1881), e di sua moglie, Olimpiada Vladimirovna Kablukova (1822-1904). Dalla parte del padre era un discendente di Ivan Sergeevič Barjatinskij e del principe di Holstein, mentre dalla parte della madre era un discendente del generale Vladimir Ivanovič Kablukov e di Pëtr Vasil'evič Zavadovskij.

## Carriera
Nel 1862 entrò nel reggimento Preobraženskij. Nel 1866 venne nominato aiutante dello zarevic Aleksandr Aleksandrovič.
Partecipò alla Rivolta di Gennaio e alla guerra russo-turca (1877-1878), dove fu promosso a colonnello.
Nel 1879, fu nominato comandante del IV reggimento di fanteria. Dal 1889 entrò a far parte del seguito dello zar. Dal 1896 entrò a far parte del seguito delle guardie dell'imperatrice vedova Maria Fëdorovna come capo della V compagnia delle Guardie del IV Reggimento di fanteria.

## Matrimonio

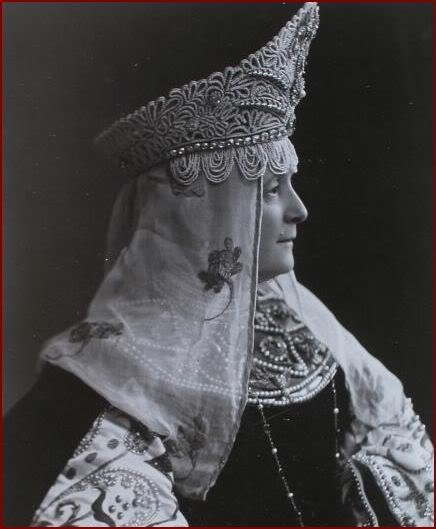
Contessa Nadežda Aleksandrovna Stenbok-Fermor, 1903.

Nel 1869 sposò la contessa Nadežda Aleksandrovna Stenbok-Fermor (1847-1920), sorella di Aleksej Aleksandrovič Stenbok-Fermor. Ebbero otto figli:
- Aleksandr Vladimirovič (1870-1910), sposò la principessa Ekaterina Aleksandrovna Jur'evskaja;
- Anatolij Vladimirovič (1871-1924);
- Vera Vladimirovna (1872);
- Vladimir Vladimirovič (1874-1941)
- Marija Vladimirovna (1877-1885);
- Anna Vladimirovna (1879-1942), sposò Pavel Borisovič Ščerbatov;
- Irina Vladimirovna (1880-1920), sposò Sergej Ivanovič Mal'cov;
- Elizaveta Vladimirovna (1882-1948), sposò Pëtr Nikolaevič Apraksin.

## Morte
Morì il 30 novembre 1914 a San Pietroburgo e fu sepolto nella tomba di famiglia nella tenuta di Marino.

## Ascendenza
|                                      |                             |                                                   | Genitori                                                |  |  | Nonni |  |  | Bisnonni                       |  |  | Trisnonni                        |  |
|                                      |                             |                                                   |                                                         |  |  |       |  |  | 8. Ivan Sergeevič Barjatinskij |  |  | 16. Sergej Ivanovič Barjatinskij |  |
|                                      |                             |                                                   |                                                         |  |  |       |  |  | 8. Ivan Sergeevič Barjatinskij |  |  | 16. Sergej Ivanovič Barjatinskij |  |
|                                      |                             | 17. Mavra Stepanova Savelova                      |                                                         |  |  |       |  |  | 8. Ivan Sergeevič Barjatinskij |  |  |                                  |  |
| 4. Ivan Ivanovič Barjatinskij        |                             |                                                   |                                                         |  |  |       |  |  | 8. Ivan Sergeevič Barjatinskij |  |  |                                  |  |
|                                      |                             | 9. Katharina von Schleswig-Holstein-Holstein-Beck | 18. Peter August von Schleswig-Holstein-Sonderburg-Beck |  |  |       |  |  |                                |  |  |                                  |  |
|                                      |                             | 9. Katharina von Schleswig-Holstein-Holstein-Beck | 18. Peter August von Schleswig-Holstein-Sonderburg-Beck |  |  |       |  |  |                                |  |  |                                  |  |
|                                      |                             | 9. Katharina von Schleswig-Holstein-Holstein-Beck | 19. Natal'ja Nikolaevna Golovina                        |  |  |       |  |  |                                |  |  |                                  |  |
| 2. Anatolij Ivanovič Barjatinskij    |                             | 9. Katharina von Schleswig-Holstein-Holstein-Beck |                                                         |  |  |       |  |  |                                |  |  |                                  |  |
|                                      |                             | 10. Dorotheus Ludwig Christoph von Keller         | 20. Christoph Dietrich von Keller                       |  |  |       |  |  |                                |  |  |                                  |  |
|                                      |                             | 10. Dorotheus Ludwig Christoph von Keller         | 20. Christoph Dietrich von Keller                       |  |  |       |  |  |                                |  |  |                                  |  |
|                                      |                             | 10. Dorotheus Ludwig Christoph von Keller         | 21. Eleonore von Mauchenheim                            |  |  |       |  |  |                                |  |  |                                  |  |
| 5. Marie Wilhelmina von Keller       |                             | 10. Dorotheus Ludwig Christoph von Keller         |                                                         |  |  |       |  |  |                                |  |  |                                  |  |
|                                      |                             | 11. Amalia Louise zu Sayn-Wittgenstein-Berleburg  | 22. Christian Ludwig zu Sayn-Wittgenstein-Berleburg     |  |  |       |  |  |                                |  |  |                                  |  |
|                                      |                             | 11. Amalia Louise zu Sayn-Wittgenstein-Berleburg  | 22. Christian Ludwig zu Sayn-Wittgenstein-Berleburg     |  |  |       |  |  |                                |  |  |                                  |  |
|                                      |                             | 11. Amalia Louise zu Sayn-Wittgenstein-Berleburg  | 23. Amalie Ludowika Finck von Finckenstein              |  |  |       |  |  |                                |  |  |                                  |  |
| 1. Vladimir Anatol'evič Barjatinskij |                             | 11. Amalia Louise zu Sayn-Wittgenstein-Berleburg  |                                                         |  |  |       |  |  |                                |  |  |                                  |  |
|                                      | 12. Ivan Fëdorovič Kablukov | …                                                 |                                                         |  |  |       |  |  |                                |  |  |                                  |  |
|                                      | 12. Ivan Fëdorovič Kablukov | …                                                 |                                                         |  |  |       |  |  |                                |  |  |                                  |  |
|                                      | 12. Ivan Fëdorovič Kablukov | …                                                 |                                                         |  |  |       |  |  |                                |  |  |                                  |  |
| 6. Vladimir Ivanovič Kablukov        | 12. Ivan Fëdorovič Kablukov |                                                   |                                                         |  |  |       |  |  |                                |  |  |                                  |  |
|                                      |                             | …                                                 | …                                                       |  |  |       |  |  |                                |  |  |                                  |  |
|                                      |                             | …                                                 | …                                                       |  |  |       |  |  |                                |  |  |                                  |  |
|                                      |                             | …                                                 | …                                                       |  |  |       |  |  |                                |  |  |                                  |  |
| 3. Olimpiada Vladimirovna Kablukova  |                             | …                                                 |                                                         |  |  |       |  |  |                                |  |  |                                  |  |
|                                      |                             | 14. Pëtr Vasil'evič Zavadovskij                   | 28. Vasily Vasil'evič Zavadovskij                       |  |  |       |  |  |                                |  |  |                                  |  |
|                                      |                             | 14. Pëtr Vasil'evič Zavadovskij                   | 28. Vasily Vasil'evič Zavadovskij                       |  |  |       |  |  |                                |  |  |                                  |  |
|                                      |                             | 14. Pëtr Vasil'evič Zavadovskij                   | 29. Pelageja Stepanovna Shirai                          |  |  |       |  |  |                                |  |  |                                  |  |
| 7. Tatyana Petrovna Zavadovskaya     |                             | 14. Pëtr Vasil'evič Zavadovskij                   |                                                         |  |  |       |  |  |                                |  |  |                                  |  |
|                                      |                             | 15. Vera Nikolaevna Apraksina                     | 30. Nikolaj Fëdorovič Apraksin                          |  |  |       |  |  |                                |  |  |                                  |  |
|                                      |                             | 15. Vera Nikolaevna Apraksina                     | 30. Nikolaj Fëdorovič Apraksin                          |  |  |       |  |  |                                |  |  |                                  |  |
|                                      |                             | 15. Vera Nikolaevna Apraksina                     | 31. Sof'ja Osipovna Apraksina                           |  |  |       |  |  |                                |  |  |                                  |  |
|                                      |                             | 15. Vera Nikolaevna Apraksina                     |                                                         |  |  |       |  |  |                                |  |  |                                  |  |